# Liste der Ortschaften im Bezirk Scheibbs
Die Liste der Ortschaften im Bezirk Scheibbs enthält die 18 Gemeinden und ihre zugehörigen Ortschaften im niederösterreichischen Bezirk Scheibbs.
Kursive Gemeindenamen sind keine Ortschaften, in Klammern der Status Markt bzw. Stadt. Die Angaben erfolgen im offiziellen Gemeinde- bzw. Ortschaftsnamen, wie von der Statistik Austria geführt.
- Gaming (Markt, 1.953)
  - Brettl-Gaming (114)
  - Kienberg (439)
  - Lackenhof (239)
  - Langau (121)
  - Nestelberg-Lackenhof (14)
  - Neuhaus-Langau (6)
  - Rothwald-Langau (0)
  - Taschelbach-Langau (11)
  - Trübenbach-Gaming (8)

- Göstling an der Ybbs (Markt, 591)
  - Eisenwiesen (29)
  - Großegg (3)
  - Hochreit (111)
  - Königsberg (84)
  - Lassing (154)
  - Mendling (18)
  - Oberkogelsbach (40)
  - Pernegg (24)
  - Steinbachmauer (82)
  - Stixenlehen (369)
  - Strohmarkt (318)
  - Ybbssteinbach (210)

- Gresten (Markt, 1.659)
  - Ybbsbachamt (338)

- Gresten-Land
  - Oberamt (427)
  - Obergut (30)
  - Schadneramt (346) (Hauptort)
  - Unteramt (685)

- Lunz am See (Markt, 1.772)

- Oberndorf an der Melk (Markt, 2.977)

- Puchenstuben (169)
  - Bergrotte (43)
  - Brandeben (5)
  - Brandgegend (2)
  - Buchberg (17)
  - Gösing an der Mariazeller Bahn (8)
  - Laubenbach (10)
  - Schaflahn (1)
  - Sulzbichl (12)
  - Waldgegend (1)

- Purgstall an der Erlauf (Markt)
  - Ameishaufen (32)
  - Edelbach bei Purgstall (22)
  - Erb (45)
  - Feichsen (348)
  - Föhrenhain (63)
  - Gaisberg (278)
  - Galtbrunn (56)
  - Gimpering (28)
  - Haag (15)
  - Harmersdorf (8)
  - Heidegrund (69)
  - Hochrieß (81)
  - Höfl (35)
  - Koth (33)
  - Kroißenberg (45)
  - Mayerhof (35)
  - Nottendorf (35)
  - Öd bei Purgstall (119)
  - Petzelsdorf (51)
  - Pögling (16)
  - Purgstall (2.650) (Hauptort)
  - Reichersau (27)
  - Rogatsboden (121)
  - Schauboden (270)
  - Sölling (248)
  - Söllingerwald (161)
  - Stock (72)
  - Unternberg (41)
  - Weigstatt (54)
  - Weinberg (36)
  - Zehnbach (266)

- Randegg (Markt, 359)
  - Franzenreith (101)
  - Graben (57)
  - Hinterleiten (109)
  - Hochkoglberg (141)
  - Mitterberg (113)
  - Perwarth (380)
  - Puchberg bei Randegg (236)
  - Schliefau (199)
  - Steinholz (144)

- Reinsberg (469)
  - Buchberg (90)
  - Kerschenberg (87)
  - Robitzboden (318)
  - Schaitten (88)

- St. Anton an der Jeßnitz
  - Anger
  - Gabel
  - Gärtenberg
  - Gnadenberg
  - Grafenmühl
  - Gruft
  - Hochreith
  - Hollenstein
  - Kreuztanne
  - Wohlfahrtsschlag

- St. Georgen an der Leys
  - Ahornleiten
  - Bach
  - Bichl
  - Dachsberg
  - Forsthub
  - Gries
  - Kandelsberg
  - Kreuzfeld
  - Kröll
  - Maierhof
  - Mitteröd
  - Oedwies
  - Ramsau
  - Schießer
  - Wiesmühl
  - Windhag
  - Zwickelsberg

- Scheibbs (Stadt)
- Steinakirchen am Forst (Markt)
  - Altenhof
  - Amesbach
  - Brandstatt
  - Dürnbach
  - Edelbach
  - Edla
  - Ernegg
  - Felberach
  - Götzwang
  - Haberg
  - Hausberg
  - Kerschenberg
  - Kleinreith
  - Knolling
  - Lonitzberg
  - Oberstampfing
  - Ochsenbach
  - Oed bei Ernegg
  - Oedt
  - Reith bei Weinberg
  - Schollödt
  - Schönegg
  - Straß
  - Stritzling
  - Unterstampfing
  - Windpassing
  - Zehetgrub
  - Zehethof

- Wang (Markt)
  - Berg
  - Ewixen
  - Griesperwarth
  - Grieswang
  - Höfling
  - Hofweid
  - Kaisitzberg
  - Lehmgstetten
  - Mitterberg
  - Nebetenberg
  - Pyhrafeld
  - Reidlingberg
  - Reidlingdorf
  - Reitering
  - Schlott
  - Straß
  - Thurhofwang

- Wieselburg (Stadt)
- Wieselburg-Land
  - Bauxberg
  - Berging
  - Bodensdorf
  - Brandstetten
  - Breitenschollen
  - Brunning
  - Dürnbach
  - Forst am Berg
  - Furth
  - Galtbrunn
  - Großa
  - Grub
  - Gumprechtsfelden
  - Haag
  - Hart
  - Holzhäuseln
  - Hörmannsberg
  - Kaswinkel
  - Köchling
  - Kratzenberg
  - Krügling
  - Laimstetten
  - Marbach an der Kleinen Erlauf
  - Moos
  - Mühling
  - Neumühl
  - Oed am Seichten Graben
  - Oed beim Roten Kreuz
  - Pellendorf
  - Plaika
  - Schadendorf
  - Sill
  - Ströblitz
  - Unteretzerstetten
  - Wechling
  - Weinzierl

- Wolfpassing
  - Buch
  - Dörfl
  - Etzerstetten
  - Figelsberg
  - Fischerberg
  - Hofa
  - Keppelberg
  - Klein-Erlauf
  - Krottenthal
  - Linden
  - Loising
  - Stetten
  - Thorwarting
  - Thurhofglasen
  - Zarnsdorf